# Emblema dell'Ambazonia
L'emblema dell'Ambazonia è l'emblema dello Stato secessionista dell'Ambazonia, creato nel 2017 dalla crisi anglofona in Camerun.

## Descrizione
Lo stemma nazionale è sostenuto da due fasci incrociati con il motto “JUSTICE-UNITY-DEMORACY”. Lo stemma è composto da due stelle d'oro e un triangolo rosso, con il contorno geografico dell'Ambazonia in azzurro e sormontato dalla bilancia della giustizia.